# Cycas brunnea
Cycas brunnea es una especie de Cycadopsida del género Cycas, de la familia Cycadaceae, del orden Cycadales.

## Distribución
Cycas brunnea se distribuye por Australia (Queensland).

## Taxonomía
Fue descrita científicamente por K.D.Hill Fue publicado por primera vez en K.D.Hill. In: Telopea 5(1): 200-201, fig. 15. (1992).